# Mons Argaeus
Il Mons Argaeus è una struttura geologica della superficie della Luna.